# Willie Soon
Willie Wei-Hock Soon (ur. 1966 w Malezji) – amerykański astrofizyk.
Pracuje w Solar and Stellar Physics Division w Harvard-Smithsonian Center for Astrophysics. Jest głównym doradcą naukowym instytutu Science and Public Policy Institute, sponsorowanego m.in. przez koncern paliwowy Exxon Mobil. Jest współautorem artykułu w czasopiśmie „Climate Research” w 2003 roku oraz, prawie identycznego artykułu, w czasopiśmie „Energy & Environment”, gdzie stwierdził, że „XX wiek nie jest prawdopodobnie najcieplejszym lub w unikatowy sposób ekstremalnym klimatycznie okresem ostatniego milenium”.
Artykuł z 2003 roku był artykułem przeglądowym, opartym na proxy klimatycznych, m.in. rdzeniach lodowych i datowania na podstawie słoi drzew. Po opublikowaniu artykułu, 13 autorów cytowanych przez Soona i Baliunasa sprzeciwiło się jego wynikom. Następnie 6 redaktorów czasopisma „Climate Research”, w którym został opublikowany artykuł, zrezygnowało z pracy dla tego czasopisma na znak protestu.